# Вильденштейн, Жорж
Жорж Вильденштейн (16 марта 1892, Париж — 11 июня 1963, Париж) — французский арт-дилер, историк искусства, художественный критик и издатель художественных журналов. С 1934 года, после смерти своего отца Натана Вильденштейна, управлял галереями Wildenstein & Company в Париже, Лондоне и Нью-Йорке.

## Биография

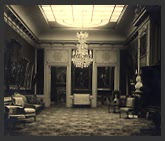
Галерея Вильденштейна, Париж, около 1900 года

Жорж Вильденштейн родился в семье Натана Вильденштейна (1851—1934). Натан был сыном раввина, покинувшего в 1870 году родной Фегерсхайм в Эльзасе из-за франко-прусской войны и поселившегося в Париже после пребывания в Каркассоне, где он женился. Натан Вильденштейн начал торговать антиквариатом и специализировался на живописи XVIII века в галерее, которую основал в 1875 году. В 1903 году он открыл вторую галерею в Нью-Йорке на Пятой авеню под названием Gimpel & Wildenstein.

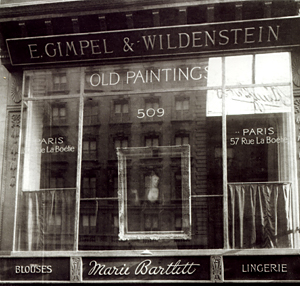
Галерея Gimpel & Wildenstein, 1907

С 1910 года Жорж Вильденштейн работал в галерее своего отца на улице Ла Боэси, 57. В 1917 году от его брака с Джейн родился сын Даниэль. С 1918 года представлял интересы Пабло Пикассо по всему миру вместе с арт-дилером Полем Розенбергом. Они ежегодно покупали множество его картин. Отношения Пикассо с Вильденштейном продолжались до 1932 года, с Розенбергом — до 1939 года. Дальнейшая международная экспансия произошла в 1925 году с открытием галереи в Лондоне и в 1929 году в Буэнос-Айресе. В 1934 году, после смерти Натана Вильденштейна, он взял на себя управление галереями; в том же году нью-йоркская галерея была переведена на Восточную 64-ю улицу.
С 1929 года Вильденштейн был редактором художественного журнала Gazette des Beaux-Arts, основанного в 1859 году Эдуардом Уссайе и Шарлем Бланом, а в 1924 году — основателем Arts. Знаток французской живописи, он опубликовал несколько работ о французском искусстве и выпустил полные каталоги таких художников, как Жан Симеон Шарден, Жан-Оноре Фрагонар, Поль Гоген, Жан-Огюст-Доминик Ингр, Никола Ланкре, Эдуард Мане, Берта Морисо и Морис Кантен де Латур. Хотя его основными интересами были импрессионисты и постимпрессионисты, а также работы Пабло Пикассо, поддерживал движение сюрреалистов и финансировал его журнал Documents, который издавался с 1929 по 1931 год. В начале 1938 года он предоставил свою галерею Beaux-Arts по адресу 140 Rue du Faubourg Saint-Honoré сюрреалистам в качестве выставочной площадки для проведения Международной выставки сюрреализма в Париже.
В 1941 году Вильденштейн был вынужден эмигрировать из оккупированной нацистами Франции в США из-за своего еврейского происхождения. В мае того же года его сотрудник Роже Декуа в результате «ариизации» возглавил парижскую галерею и переименовал её в Dequoy & Co, хотя и продолжал поддерживать контакты с Вильденштейном. В Нью-Йорке Вильденштейн продолжал издавать Gazette des Beaux-Arts. В послевоенные годы успех галереи возрос, и она стала институтом в сфере торговли искусством. В 1945 году Вильденштейн назначил своего друга, историка искусства Бернарда Беренсона, экспертом по итальянской живописи эпохи Возрождения.
После Второй мировой войны Вильденштейны возобновили свою работу в Париже, но прекратили её в начале 1960-х годов после спора с Андре Мальро, в то время министром культуры Франции. Он публично обвинил Жоржа Вильденштейна в том, что тот подкупил чиновника министерства культуры, чтобы способствовать продаже картины Жоржа де ла Тура «Гадалка» за границу. Дело не дошло до суда — семья не назвала причин закрытия французского бизнеса.
Жорж Вильденштейн был избран членом Академии изящных искусств в 1963 году, в год своей смерти.

## Wildenstein & Companyи Институт Вильденштейна

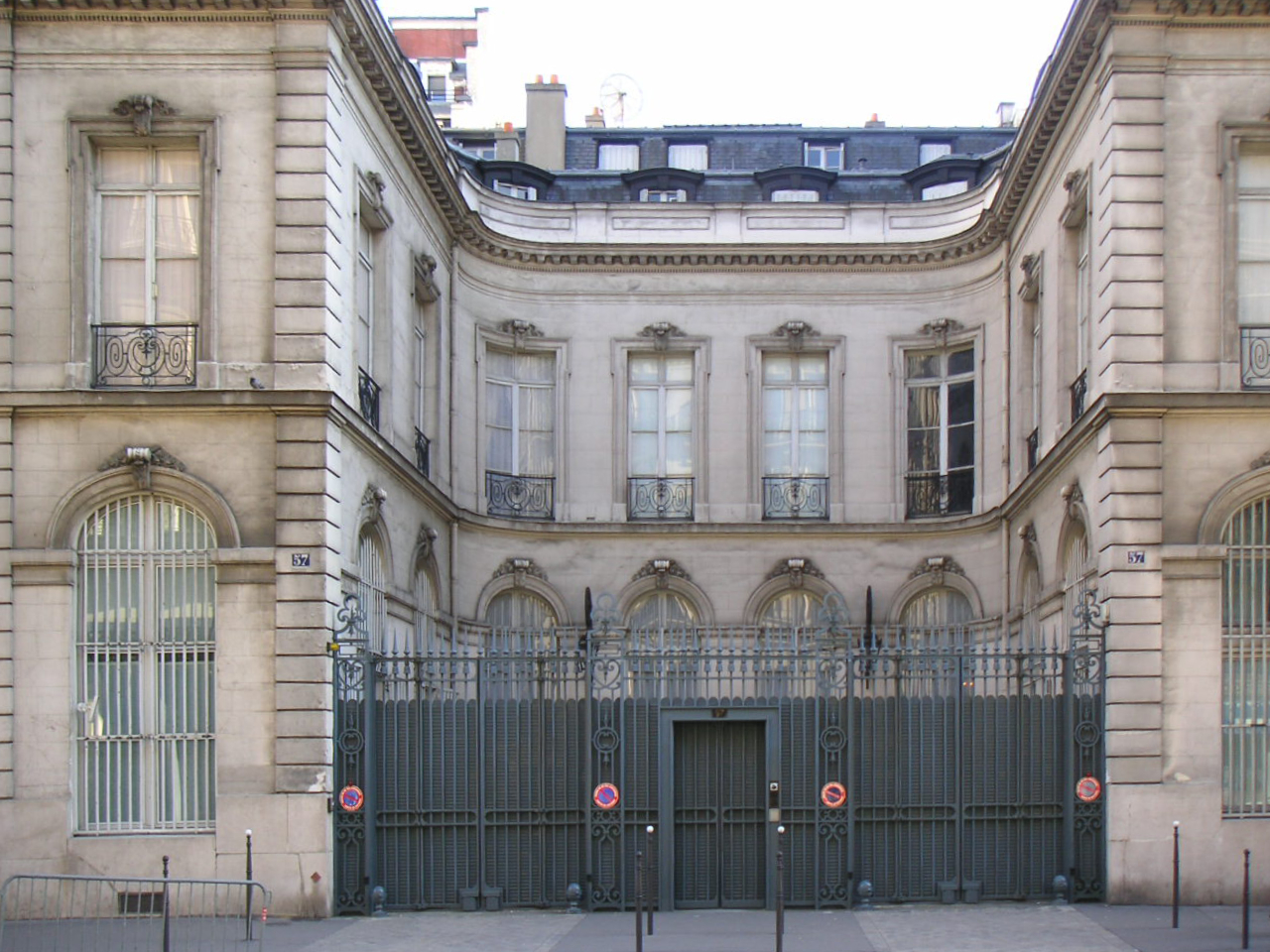
Hôtel de Wailly, 57 Rue La Boétie

Сын Жоржа Вильденштейна Даниэль (1917—2001) сменил его на посту директора галереи и редактора Gazette des Beaux-Arts. В 1972 году он основал ещё одну галерею, в Токио. После смерти Даниэля Вильденштейна в 2001 году и смерти его старшего сына Алека (1940—2008) эта галерея и нью-йоркская галерея Wildenstein & Company управляются исключительно его сыном Гаем (род. 1945). С 1993 по 2010 гг., в результате слияния с галереей Pace галерея в Нью-Йорке носила название PaceWildenstein.
В 1970 году в память о Жорже Вильденштейне был основан Фонд Вильденштейна, который в 1990 году стал Институтом Вильденштейна (с 2016 года — Институт Вильденштейна Платтнера). Институт располагается в парижском здании Hôtel de Wailly, 57 Rue La Boétie, которое с 1905 года было частным домом и галереей основателя Натана Вильденштейна. Институт располагается рядом с жилыми комнатами семьи Вильденштейн; в его библиотеке, насчитывающей около 400 000 томов и архивных материалов, хранится больше документов по французскому искусству, чем в Национальной библиотеке Франции. Расширение библиотеки и составление каталогов — одни из основных направлений деятельности Института. Издание Gazette des Beaux-Arts было прекращено в 2002 году.

## Украденные произведения искусства
Семью Вильденштейн обвиняли в том, что она вела дела с национал-социалистами через посредников и приобретала произведения искусства сомнительного происхождения. Автор Гектор Фелисиано в своей книге об украденных произведениях искусства написал, что с 1941 года Вильденштейны вели дела с гитлеровским торговцем произведениями искусства Карлом Габерштоком через посредника Роже Декуа. Иск, поданный Даниэлем Вильденштейном и его потомками в 1999 году, о возмещении ущерба в размере 1,8 миллиона немецких марок был решён в пользу Фелисиано, поскольку его доказательства были подкреплены официальными документами.
Имя Жоржа Вильденштейна также фигурирует в списке Всемирного еврейского конгресса, содержащем имена двух тысяч человек, которые, как считается, были причастны к нацистской краже произведений искусства.

## Публикации (подборка)
- Lancret. Biographie et catalogue critiques. Les Beaux-Arts, Paris 1924
- La peinture française au XVIIIe siècle. Braun et Cie, Paris 1937
- Homage to Paul Cézanne. Wildenstein & Co., Ltd., London 1939
- La peinture française au XVIIIe siècle. Braun et Cie, Paris 1953
- Chardin. Manesse, Zürich, 1963
- Gauguin. I Catalogue. Editions Les Beaux Arts, Paris 1964.